# Amateurfunkgesetz
Das deutsche Amateurfunkgesetz regelt die Voraussetzungen und die Bedingungen für die Teilnahme am Amateurfunkdienst.
Es wurde am 4. März 1949 der Vollversammlung des Wirtschaftsrats der Bizone vorgelegt und von dieser angenommen. Am 14. März 1949 wurde es ausgefertigt und trat am 23. März 1949 in Kraft, also noch vor dem Grundgesetz. Zu diesem Zeitpunkt war es das einzige Gesetz zum Fernmeldewesen.
Die allgemeinen Regelungen im Amateurfunkgesetz werden durch die Amateurfunkverordnung ergänzt.
Das Amateurfunkgesetz wurde am 16. Mai 1997 zur heutigen Fassung novelliert (AFuG 1997). Seitdem wurden lediglich kleinere Änderungen vorgenommen, beispielsweise die Umstellung auf den Euro.

## Geschichte des Amateurfunkgesetzes
Nach dem Zweiten Weltkrieg wurde zunächst sämtliche Telekommunikations-Infrastruktur von den Besatzungsmächten eingezogen (Funkgeräte, aber auch Brieftauben). Schnell gab es Bestrebungen seitens der Funkamateure wieder Sendegenehmigungen erteilt zu bekommen. Erste Signale seitens der Verwaltung, den Amateurfunk als Verordnung zu regulieren, wurden von den Funkamateuren abgelehnt.
Der Verwaltungsrat der Bizone legte am 6. Dezember 1948 den Entwurf eines eigenständigen Gesetzes über den Amateurfunk vor. Dieser Entwurf war eng an die Bestimmungen der Vollzugsordnung für den Funkdienst zum Internationalen Fernmeldevertrag von Atlantic City 1947 angelehnt.
Das nun folgende Gesetzgebungsverfahren zog sich in die Länge und seitens der Funkamateure wurde befürchtet, dass das Gesetz nicht mehr rechtzeitig vor der Gründung der Bundesrepublik Deutschland verabschiedet werden könnte. In dem Fall wäre das Amateurfunkgesetz erst mittelfristig in Kraft getreten; andere Gesetze hätten zunächst Vorrang gehabt. Daher starteten Funkamateure die als legendäre „Backsteinaktion“ bekannte Initiative in der Funkamateure aus ganz Deutschland aufgefordert wurden, am 15. Januar 1949 an den Vorsitzenden des Wirtschaftsrates einen Backstein zu senden mit dem Hinweis, der Stein diene zur Untermauerung des Amateurfunkgesetzes. Die Post musste Extra-LKWs einsetzen, um diese Backsteine zu befördern. Die Aktion zeigte Wirkung und so verabschiedete der Wirtschaftsrat das Gesetz am 14. März 1949.
Mit dem Inkrafttreten des Grundgesetzes am 23. Mai 1949 blieb das Amateurfunkgesetz gemäß den Art. 123 Abs. 1, Art. 124 GG in Kraft. Der Geltungsbereich des Amateurfunkgesetzes war zunächst auf das Vereinigte Wirtschaftsgebiet beschränkt und wurde in der Französischen Zone (die die Länder Baden, Württemberg-Hohenzollern und Rheinland-Pfalz sowie den Kreis Lindau umfasste) nach Art. 127 GG erst am 19. Mai 1950, vier Tage vor Ablauf der dort genannten Frist, in Kraft gesetzt. Der Grund dafür war, dass schon damals versucht wurde, wie auch bei der Eingliederung des Saarlands 1957, die liberaleren Genehmigungsvoraussetzungen des AFuG gegenüber dem FAG aus zu hebeln und den Amateurfunk doch auf Verordnungsebene zu regulieren. In Berlin galt von 1950 bis zur Übernahme des Bundesgesetzes 1967 ein eigenes Gesetz über den Amateurfunk.
Im Zuge der Novelle der Amateurfunkverordnung wurde auch 1967 vom Bundespostministerium versucht, das AFuG abzuschaffen und den Amateurfunk auf der Ebene einer Verordnung zu regulieren; dieses Vorhaben aber scheiterte am Bundestag.
Erst durch die Postreformen mit weitreichenden Liberalisierungen im Telekommunikationssektor wurde 1997 ein neues Amateurfunkgesetz verabschiedet. Die zuvor als Straftatbestand aufgeführten Vergehen wurden nun zu Ordnungswidrigkeiten herabgestuft und man brauchte auch kein Führungszeugnis mehr vorlegen, wenn man eine Lizenz beantragen wollte.

## Geltungsbereich
Aus der gültigen Fassung von 1997 (§ 1 AFuG 1997):

## Begriffsbestimmungen
Das Amateurfunkgesetz legt fest, wer ein Funkamateur, was der Amateurfunkdienst und was eine Amateurfunkstelle im Sinne des Gesetzes sind.

## Regelungen
Es werden die Voraussetzungen zur Teilnahme am Amateurfunkdienst festgelegt:
- Wer darf eine Amateurfunkstelle betreiben
- Wer erhält welche Art von Amateurfunkrufzeichen und wer vergibt es
- Kann ein Rufzeichen geändert werden
- Wann ist der Frequenzplan gültig

Es wird weiterhin festgelegt, wer die Amateurfunkprüfungen durchführt, wer zu diesen Prüfungen zugelassen werden kann, wer für welchen Zeitraum Gastlizenzen erhalten kann und wer Amateurfunkzeugnisse ausländischer Verwaltungen anerkennt.
Außerdem werden die Rechte und Pflichten des Funkamateurs geregelt (Auszug § 5 (4) AFuG 1997):
1. nicht zu gewerblich-wirtschaftlichen Zwecken und 

2. nicht zum Zwecke des geschäftsmäßigen Erbringens von Telekommunikationsdiensten 

Ferner gilt laut Paragraf 5: „Der Funkamateur darf nur mit anderen Amateurfunkstellen Funkverkehr abwickeln. Der Funkamateur darf Nachrichten, die nicht den Amateurfunkdienst betreffen, für und an Dritte nicht übermitteln. Satz 2 gilt nicht in Not- und Katastrophenfällen.“(§ 5 (5) AFuG 1997)
Der Paragraf 6 Technische und betriebliche Rahmenbedingungen (§ 6 AFuG 1997) legt, neben der Planung von Amateurfunkfrequenzen für Relaisfunkstellen, Verfahren zur Beseitigung von EMV-Unverträglichkeiten und dem Betrieb von Amateurfunkstellen in Wasser- und Luftfahrzeugen, die Herausgabe einer Rufzeichenliste, in der jeder Funkamateur in Deutschland namentlich verzeichnet ist, fest.
Der Paragraf über Schutzanforderungen (§ 7 AFuG 1997) regelt die Rahmenbedingungen in Bezug auf die Störfestigkeit der Amateurfunkstelle und auch die Verpflichtung, dass die Einhaltung elementarer EMVU-Normen vor Betriebsaufnahme bei der Bundesnetzagentur nachzuweisen ist.
Weiterhin enthält das Gesetz noch Paragrafen über Gebühren und Auslagen, z. B. für die Erteilung eines Amateurfunkzeugnisses, Bußgeldvorschriften bei Verstoß gegen Pflichten (§ 9 AFuG 1997) und die Zuständigkeit der Bundesnetzagentur wird festgelegt (§ 10 AFuG 1997).
Bei Verstößen gegen das AFuG können dem Betreiber einer Amateurfunkstelle Betriebseinschränkungen und -verbote auferlegt werden (§ 11 AFuG 1997).
Funkamateure können in Krisen- und Katastrophenfällen zur Einrichtung von Kommunikationsnetzen herangezogen werden.
Die weitergehenden Details werden in der Amateurfunkverordnung reguliert.
Für Amateurfunkstellen, die zum Zeitpunkt des Inkrafttretens des Gesetzes schon errichtet waren, gelten Übergangsregelungen.